# Shumway (Arizona)
Shumway statisztikai település az USA Arizona államában, Navajo megyében. Lakosainak száma 347 fő (2020. április 1.).

## Népesség
A település népességének változása:

| 2020 | 347 |